# Lac Héra
Pour les articles homonymes, voir Héra (homonymie).
Le lac Héra est un lac situé au nord-ouest de la Grande Terre, l'île principale des Kerguelen dans les Terres australes et antarctiques françaises.

## Géographie

### Situation
Le lac Héra est situé au nord-ouest de la Grande Terre, juste au nord-est de la calotte Cook. Il s'étend dans ses plus grandes dimensions sur environ 1,260 km de longueur et 1,1 km de largeur maximales pour environ 0,66 km2 de superficie et est situé à environ 100 m d'altitude entre le mont du Grésil (649 m) à l'ouest, le mont Pâris (613 m) au sud-est et le mont Fauve (608 m) à l'est.
Alimenté par l'exutoire du lac Athéna (lui-même alimenté par le lac Aphrodite), l'émissaire du lac Héra est la rivière du Jugement qui se jette dans la baie Laissez-Porter, à l'ouest de la presqu'île de la Société de Géographie.

### Toponyme
Le lac Héra doit son nom – attribué en 1967 par la commission de toponymie des îles Kerguelen – à un ensemble de toponymes dans ce secteur associés au Jugement de Pâris dans la mythologie grecque, avec le mont Pâris, le lac Aphrodite, le lac Athéna et leur émissaire terminal la rivière du Jugement. 